# Björn Thümler

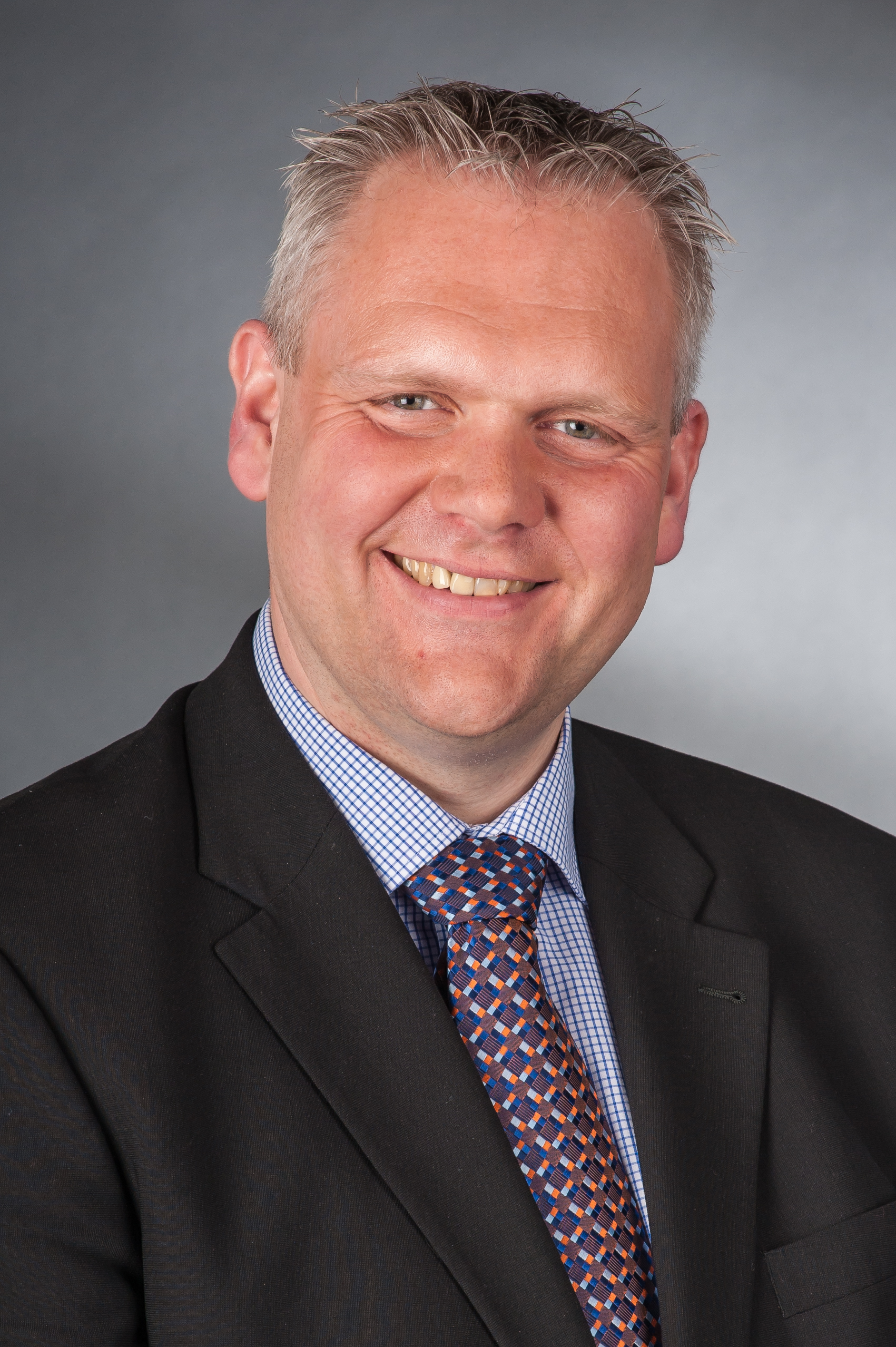
Björn Thümler, 2013

Björn Thümler (* 22. November 1970 in Brake) ist ein deutscher Politiker (CDU). Seit 2003 ist er Mitglied des Niedersächsischen Landtags. Er war von November 2017 bis November 2022 niedersächsischer Minister für Wissenschaft und Kultur im Kabinett Weil II. Von 2013 bis 2017 war er als Fraktionsvorsitzender seiner Partei Oppositionsführer im Niedersächsischen Landtag.

## Ausbildung und Beruf
Nach seinem Abitur 1990 am Gymnasium Brake leistete er seinen Grundwehrdienst in der 11. Panzergrenadierdivision in Oldenburg ab. 1991 begann er ein Studium der Politikwissenschaft und Geschichte in Hannover und Oldenburg, das er 2000 mit dem akademischen Grad Magister artium abschloss. 1996 war er Geschäftsführer der Sozialstation Stedingen. Von 1994 bis 1998 arbeitete er für die Bundestagsabgeordnete Eva-Maria Kors. Von 2000 bis 2002 war er als wissenschaftlicher Mitarbeiter und Büroleiter beim Bundestagsabgeordneten Erich Maaß tätig.
Thümler ist seit 2004 verheiratet, hat eine Tochter und lebt in Berne. Er ist evangelisch-lutherischer Konfession.

## Politik
Seit 1986 ist Thümler Mitglied der CDU und der Jungen Union. Von 1990 bis 1996 war er Vorsitzender der Jungen Union im Landkreis Wesermarsch und von 1995 bis 1999 stellvertretender Vorsitzender des Landesverbandes Oldenburg.
Zudem war er von 1992 bis 2002 stellvertretender Vorsitzender des CDU-Kreisverbandes Wesermarsch. Seit 2002 ist er Vorsitzender des Kreisverbandes. Am 25. Januar 2003 wurde er zum stellvertretenden Vorsitzenden des CDU-Landesverbandes Oldenburg gewählt. Von Juli 2003 bis Oktober 2008 war er außerdem Landesgeschäftsführer.
1996 wurde Thümler in den Rat der Gemeinde Berne gewählt. 2013 gab er dieses Mandat ab.
Kreistagsabgeordneter des Landkreises Wesermarsch ist Thümler ununterbrochen seit 1996. Bei den Kommunalwahlen in Niedersachsen 2016 wurde er mit dem besten Ergebnis aller CDU-Kandidaten wiedergewählt.
Seit der Landtagswahl 2003 sitzt Thümler im niedersächsischen Landtag. Er gewann als erster CDU-Kandidat seit Gründung des Landes Niedersachsen das Direktmandat im Landtagswahlkreis Wesermarsch, ebenso 2008 und 2013. Bei den 2017 und 2022 wurde er über die Landesliste der CDU in den Landtag gewählt. Er war von 2003 bis 2017 Mitglied im Unterausschuss für Häfen und Schifffahrt sowie von 2010 bis 2017 Mitglied des Ältestenrates. Außerdem war er von 2010 bis 2017 im Ausschuss zur Vorbereitung der Wahl der Mitglieder des Staatsgerichtshofs und im Ausschuss zur Vorbereitung der Wahl und der Zustimmung nach Artikel 70 Abs. 2 der Verfassung.
Thümler war von 2008 bis 2010 stellvertretender Vorsitzender der CDU-Landtagsfraktion und von Juni 2009 bis Juni 2010 parlamentarischer Geschäftsführer. Am 1. Juli 2010 wurde er zum neuen Vorsitzenden der CDU-Landtagsfraktion gewählt. Nach dem Amtsantritt der Regierung Weil am 19. Februar 2013 wurde er damit Oppositionsführer im Niedersächsischen Landtag; zudem war er kirchenpolitischer Sprecher der CDU-Fraktion.
Im Vorfeld der Landtagswahl 2017 wurde Thümler in das Schattenkabinett des CDU-Spitzenkandidaten Bernd Althusmann berufen; er sollte das Finanzressort übernehmen. Nach Abschluss der Koalitionsverhandlungen wurde er Minister für Wissenschaft und Kultur des Landes Niedersachsen im Kabinett Weil II. Im Zuge des Amtsantritts des Kabinetts Weil III schied er am 8. November 2022 aus dem Ministeramt aus.

## Sonstige Ämter
Neben der parlamentarischen Arbeit wurde Thümler 2005 in den Verwaltungsrat des Staatstheaters Oldenburg berufen, dem er bis Sommer 2013 und von 2017 bis 2022 als Vorsitzender angehörte. Weiterhin war er von 2006 bis 2011 Vorsitzender der Verbandsversammlung des Ems-Weser-Elbe Versorgungs- und Entsorgungsverbandes sowie Mitglied im Verbandsausschuss. Zudem war Thümler Mitglied der Landessynode der Evangelisch-Lutherischen Kirche in Oldenburg. Thümler war von 1998 stellvertretender Vorsitzender des Aufsichtsrates der Wirtschaftsförderung Wesermarsch und von 2006 bis 2018 Vorsitzender des Aufsichtsrats. Von 2017 bis 2022 war Thümler Mitglied des Kuratoriums der Stiftung Deutsches Historisches Museum in Berlin sowie des Kuratoriums des Deutschen Museums in München. Er ist Mitglied des Senats der Wissenschaftsgemeinschaft Gottfried Wilhelm Leibniz in Berlin, Mitglied der Mitgliederversammlung des Deutschen Zentrums für Luft- und Raumfahrt in Köln, Mitglied des Hauptausschusses der Deutschen Forschungsgemeinschaft in Bonn, Mitglied in der Vollversammlung und der Verwaltungskommission des Wissenschaftsrates in Köln, Mitglied im gemeinsamen Kuratorium des Max-Planck-Instituts für biophysikalische Chemie und des Max-Planck-Instituts für Dynamik und Selbstorganisation in Göttingen, stellvertretender Vorsitzender des Stiftungsrates des Hanse-Wissenschaftskolleg in Delmenhorst, Vorsitzender des Verwaltungsrates des OFFIS – Institut für Informatik in Oldenburg. Thümler war stellvertretendes Mitglied des Bundesrates und Mitglied des Ausschusses für Kulturfragen. Zudem war er Vorsitzender der Verwaltungsausschüsse der Staatstheater Braunschweig und Oldenburg. Thümler ist Mitglied in den Kuratorien und Kulturstiftungen Braunschweigische Stiftung, Klosterkammer Hannover, Kulturstiftung der Länder, Kunsthalle Emden, Nord/LB Kulturstiftung, Stiftung Lesen, Stiftung Niedersachsen und Stiftung Schloss Marienburg.
Derzeit ist Thümler stellvertretender Vorsitzender im Konvent der Evangelischen Akademie Loccum. Er ist darüber hinaus Vorsitzender des Kuratoriums der Volkswagenstiftung in Hannover. Er ist Mitglied im Vorstand des Deutsch-Baltischen Kulturwerks sowie seit 2022 Vorsitzender der Gesellschaft für Denkmalpflege in Niedersachsen in Hannover.
Seit Juni 2024 ist Thümler Vorsitzender des DRK-Kreisverbandes Wesermarsch e. V. im DRK-Landesverband Oldenburg.

## Ehrungen
Am 23. November 2020 verlieh die University of Glasgow Thümler den Titel eines Dr. h.c.

## Veröffentlichungen
- Björn Thümler: Effektivierung der Arbeitsförderung im kommunalen Bereich. Kommunalverlag 2002; ISBN 978-3-87433-013-8
- Björn Thümler (Hg.): Wofür braucht Niedersachsen einen Vertrag mit muslimischen Verbänden? Geest-Verlag 2016;  ISBN 978-3-86685-580-9